# Roter Wehebach mit Nebenbächen
Das Naturschutzgebiet Roter Wehebach mit Nebenbächen liegt auf dem Gebiet der Stadt Stolberg in der Städteregion Aachen in Nordrhein-Westfalen.
Das Gebiet erstreckt sich südöstlich der Kernstadt Stolberg entlang des Roten Wehebachs mit Nebenbächen. Nordöstlich liegt die 162 ha große Wehebachtalsperre.

## Bedeutung
Das etwa 93,1 ha große Gebiet wurde im Jahr 1990 unter der Schlüsselnummer ACK-026K1 unter Naturschutz gestellt.
Schutzziele sind
- die Erhaltung und Optimierung naturnaher Mittelgebirgsbachauen mit einer Vielzahl auentypischer Biotoptypen und -strukturen (Quellen, naturnahe Still- und Fließgewässer, Bruch- und Auwälder, Feucht- und Magergrünland) als Lebensraum für zahlreiche gefährdete Pflanzen- und Tierarten bzw. -gesellschaften,
- der Schutz einer wiedereingebürgerten Biberpopulation und
- die Erhaltung und Optimierung eines morphologisch reich gegliederten, ehemaligen Schiefersteinbruches mit teilweise offenen, steilen Halden und angrenzender Eichenwälder insbesondere als Lebensraum für Mauereidechsen und andere thermophile Pflanzen- und Tierarten[1]